# Therese Brunsvik

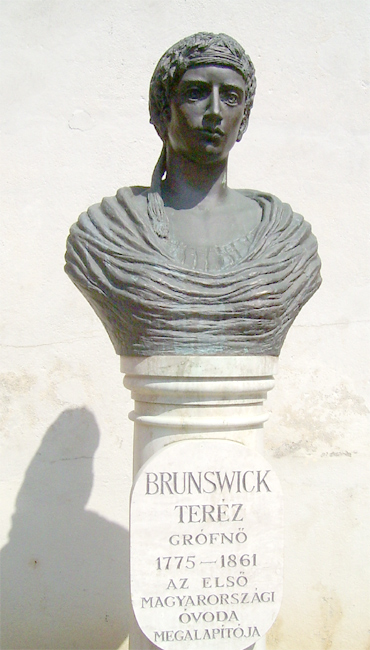
Un bust al Theresei Brunsvik

Contesa Therese (von) Brunsvik (în maghiară Teréz Brunszvik; n. 27 iulie 1775, Pozsony, Monarhia Habsburgică – d. 23 septembrie 1861, Vácduka, Districtul Vác, Pesta, Ungaria), denumită uneori Therese, Contesa von Brunsvik sau Brunswick, a fost o membră a nobilimii maghiare, profesoară și o adeptă a pedagogului elvețian Johann Heinrich Pestalozzi. Tatăl ei a fost contele maghiar Antal Brunszvik, iar mama sa a fost baroneasa Anna Seeberg; frații ei au fost Franz, Josephine⁠(d) și Charlotte. Familia sa era rudă cu Beethoven.

## Biografie
Ea a fost fondatoarea grădinițelor din Ungaria la 1 iulie 1828, după exemplul lui Robert Owen⁠(d) dat în New Lanark, Scoția, în 1816. În 1836, a fondat o asociație pentru promovarea grădinițelor. A început încă 11 grădinițe, iar până la moartea sa, numărul acestor instituții a crescut la 80. 
Curând instituția preșcolară a devenit faimoasă în toată Ungaria și în 1837, Friedrich Fröbel⁠(d) a fondat prima „grădiniță” din Germania.
Împreună cu nepoata ei Blanka Teleki (fiica contelui Karolina și Imre Teleki de Brunswick), ea a participat activ la înființarea primului institut de educație pentru femei maghiare. În plus, a cântat foarte bine la pian, a recitat, a desenat, a pictat și chiar a scris poezii în germană.
Ea a fost una dintre elevii lui Ludwig van Beethoven. Therese a fost dedicată Sonatei pentru pian nr. 24 (în fa ♯ major, Opus 78), iar unii scriitori au speculat că ea – nu sora ei Josephine⁠(d), care este în general acceptată ca destinatară – poate că a fost destinata scrisorii lui Beethoven către „Iubita nemuritoare”. Memoriile ei au fost publicate pentru prima dată de La Mara⁠(d), care a subscris la această teorie, iar jurnalele și notițele ei (până în 1813) au fost publicate de Marianne Czeke;  ambele pretind că dezvăluie multe despre relațiile dintre Beethoven și familia Brunsvik, în special cu sora ei Josephine⁠(d).

## Lucrări publicate
- Felszólítás egy intézet felállítása iránt, melyet a kis gyermekeket gyámnevelő intézetek számára tanítók készítenének hazánk minden részeiben. Hely és év n. 4r.
- Rajza azon véghetetlen haszonnak, melyeket a kis gyermekek oskolái nyújtanak. Hely és év n. 4r.
- Rendszabási a nemzeti egyesületnek, a kisdedek koránti nevelésére nézve gyám- és képzőintézetek által. Pest, 1830

## Moștenire
Portretul său a fost realizat de Miklós Barabás. O imagine a sa a fost gravată de István Szinay, în 1860. Statuia sa, operă a lui Zsigmond Aradi , a fost dezvelită la 5 noiembrie 1871 și a fost plasată în Muzeul Național Maghiar. În 1994, în districtul 1 din Budapesta a fost inaugurat un bust aș său de bronz creat de József Kampfl (vezi imaginea alăturată).
În 1938, înregistrările ei în jurnal au fost publicate sub titlul Brunszvik Teréz grófnő naplói és feljegyzései (jurnalele și note ale contesei Teréz Brunszvik) (editare și introducere scrisă de Marianne Czeke). Teréz Gergely Márta și-a scris autobiografia sa cu titlul Iubita nemuritoare (Budapest, 1972).
În 1999, însemnările de jurnal ale Theresei Brunszvik din 1848-49 au fost publicate sub titlul „Ungaria, Veled az Isten!” (Ungaria, Dumnezeu este cu tine!) (Argumentum Kiadó, introducerea și notele au fost scrise de Mária Hornyák).